# Kai Hammerich
Kai Hammerich (født i 1894, død i 1963) var en dansk officer.
Kai Hammerich var far til Paul Hammerich og den af tyskerne dræbte Kai Ole Hammerich; Stud.jur., (f. 23. oktober 1924 på Frederiksberg, d. 5. september 1944)
Hammerich havde opgivet sin stilling som præsident for Dansk Røde Kors for at tage med til Korea. Han bibeholdt sin rang som søofficer for bedre at kunne stå i forbindelse med FN's militære ledelse. Han var også kontaktperson til Røde Kors og den danske stat.
Jutlandia havde kommandør Kai Hammerich som chef.